# Calamoclostes micropterus
Calamoclostes micropterus är en insektsart som beskrevs av Ross 2001. Calamoclostes micropterus ingår i släktet Calamoclostes och familjen Archembiidae. Inga underarter finns listade i Catalogue of Life.